# Crocidura rhoditis
Crocidura rhoditis — вид ссавців родини Soricidae. Це ендемік острова Сулавесі в Індонезії. Це досить поширений вид, і популяція виглядає стабільною, тому Міжнародний союз охорони природи оцінив його природоохоронний статус як «найменше занепокоєний».

## Опис
Сулавеська білозуба землерийка — невеликий вид білозубої землерийки; у нього відсутні відкладення заліза в емалі зубів, які спостерігаються у червонозубої землерийки. Спинна шкіра коротка й оксамитова, сірувато-коричнева або червонувато-коричнева, а нижня сторона блідіша. Вуха виступають, ноги короткі, лапи білі, а хвіст довгий і вкритий кількома довгими добре розкиданими волосками.

## Поширення і середовище проживання
Crocidura rhoditis є ендеміком індонезійського острова Сулавесі, де зустрічається в північній, центральній і південно-західній частинах острова. Його типовим середовищем існування є первинні тропічні низинні або гірські ліси, але, здається, він здатний виживати й у вторинних лісах. Ступінь, до якої він може адаптуватися до деградованих середовищ існування, невідома.

## Поведінка
Дуже мало відомо про її природну історію та поведінку сулавеської білорукої землерийки. Як і інші представники родини, він живе серед листя, є комахоїдним і, швидше за все, поїдає комах і дрібних членистоногих. Вони мають дуже коротку тривалість життя, більшість особин живуть лише 12–18 місяців.